# 季悼子
季孫纥（？—？），姬姓，季孙氏，名纥，是季武子的庶子，公鉏的弟弟。東周春秋時期魯國季孙氏的繼承人。卒諡悼，所以又稱為季悼子。

## 生平

### 父親立儲問題
由於父親季武子没有嫡子，但他喜欢季孫纥，打算立季孫纥为继承人，而不是立他的庶長子公鉏。
季武子便对家臣申丰说自己对公鉏與季孫纥這兩個都很喜歡，想要选择有才能的立为继承人。申丰快步走出回到家里，打算全家出走。过了几天，季武子又问申丰，申丰对他说如果这样，自己就要套上车走了，季武子便不说了。
季武子又去問臧武仲，臧武仲告诉他只要招待自己喝酒，就幫他把季孫纥立為繼承人。於是，季武子便招待魯國的大夫们喝酒，臧武仲是座上賓。在向宾客献酒完毕后，臧武仲命令朝北铺上两层席子，换上洗净的酒杯，召见季孫纥，臧武仲直接走下台阶迎接他。所有的大夫们都站起来，等到宾主互相敬酒酬答後，才召见公鉏，让他和别人按年龄大小排列座位。季武子感到突然，脸上都变了颜色。

### 先於父親離世
季孫纥死于季武子之前，由季孫纥之子季孙意如继立为季孙氏宗主。

## 家族
- 父，季武子
- 庶兄，公鉏
- 庶弟，季公鸟。
- 庶妹，小邾君夫人，季公若的姐姐(即宋元公夫人的母亲)。
- 庶弟，季公若，季公鸟之弟。

子女
- 季平子季孫意如
- 公之
- 公父穆伯